# 30° Grad
30° Grad ist ein Lied des deutschen Rappers MC Fitti, das im Juli 2012 als Single erschien.

## Entstehung und Veröffentlichung
Getextet wurde das Lied vom Interpreten selbst, zusammen mit Simon Müller-Lerch. Für die Komposition zeichnete das Produzentenquartett Beatgees (bestehend aus Philip Böllhoff, Hannes Büscher, Sipho Sililo und David Vogt) verantwortlich. Die Produktion tätigte Udo Zwackel.
Die Erstveröffentlichung von 30° Grad erfolgte als Single am 27. Juli 2012 bei Columbia Records. Diese erschien als digitale Maxi-Single mit einer A-cappella-, Instrumental- und Remixversion sowie dem Lied Du willst so sein wie MC Fitti als B-Seite. Am 5. Juli 2013 erschien das Lied als Teil von MC Fittis Debütalbum #Geilon bei Styleheads Music (Katalognummer: STY048-2).

## Inhalt und Stil
Das Lied selbst ist einfach gehalten und besteht aus einer eingängigen Melodie, Synthesizerklängen sowie einfachen Zweckreimen.

## Musikvideo
MC Fitti veröffentlichte am 27. April 2012 ein Musikvideo zu dem Lied über die Videoplattform YouTube. Das Video zeigt Ausschnitte aus der Fernsehserie Miami Vice, wobei die Köpfe der Protagonisten teilweise durch den Kopf von MC Fitti ersetzt wurden. Bis November 2024 zählte es über 7,6 Millionen Aufrufe.

## Rezeption
Florian Arnold von der Braunschweiger Zeitung betitelte 30° Grad als „Sommerhit“.

## Chartplatzierungen
30° Grad konnte sich am 10. August 2012 eine Woche lang auf Platz 99 der deutschen Singlecharts halten.
| ChartsChartplatzierungen | Höchstplatzierung | Wochen |
| ------------------------ | ----------------- | ------ |
| Deutschland (GfK)        | 99 (1 Wo.)        | 1      |

## Trivia
Die Benennung des Liedes ist eigentlich nicht korrekt, da das Zeichen „°“ für Grad steht. Der Name korrekt ausgesprochen würde also „30 Grad Grad“ lauten.